# Цикунов, Анатолий Кузьмич
Цикунов Анатолий Кузьмич (псевд. А. Кузьмич, 27 ноября 1933, Смоленск — 20 мая 1991, Нижневартовск) — советский экономист, публицист, писатель; кандидат экономических наук. Известен исследованиями процессов установления международного контроля над ресурсами позднего СССР. В своих работах утверждал, что сырьевые ресурсы России рассматриваются западными странами как общее достояние.
По мнению Цикунова, международная легализация такого подхода была закреплена в 1884 в Берлине принятием ведущими капиталистическими странами мира «Акта Берлинской конференции», в котором закреплялся принцип так называемой «эффективной оккупации», суть которого сводится к тому, что любое государство обязано эффективно добывать сырье на своих территориях и пускать его в оборот, а если не позволяют собственные технические средства, то допускать к эксплуатации ресурсов территории другие страны.

## Биография
Отец Анатолия Цикунова погиб на фронте. Мать была чернорабочей. Закончив семилетку, Анатолий уехал в Горький, поступил в речное училище, закончив которое работал механиком в речном барнаульском пароходстве. В это время он начал писать свои первые стихи и рассказы. Вернувшись из Барнаула в Смоленск, А. Цикунов работал в газете «Смена» литсотрудником.
Поступив в Московский государственный институт международных отношений, Цикунов Анатолий переходит в Университет дружбы народов им. П. Лумумбы на факультет экономики и права. После университета поступает в аспирантуру.
Работал во Всесоюзном юридическом заочном институте. В последние годы Цикунов занимался журналистикой и лекторской работой.
Во время командировки в Нижневартовск утром 20 мая 1991 он был найден в гостиничном номере мертвым. Обстоятельства гибели не выяснены.
Публиковался в газетах «Воскресение», «Русский вестник», «Домострой», в журнале «Молодая гвардия» под псевдонимом А. Кузьмич.

## Работы
- Право народов и наций на свободу и независимость: Критика буржуазных концепций: Учебное пособие / Г. В. Шармазанашвили, А. К. Цикунов; Министерство высшего и среднего специального образования СССР. — М.: Издательство Университете дружбы народов, 1987.
- Кузьмич А. Заговор «Мирового правительства» (Россия и «золотой миллиард») — М: 1994 г. (также известны издание 1993 г.).
- Кузьмич А. Рынок России в свете нового законодательства,
- Кузьмич А. Хлебная карточка или петля на шее,
- Кузьмич А. Почему совфинансы не поют романсы,
- Кузьмич А. Как нас грабят ценами.
- Кузьмич А. Международные «игры» и тайна России.
- Кузьмич А. Россия и рынок (В свете советского и международного права) // Воскресенье, 1990, № 4
- Кузьмич А. С чёрного хода // Домострой, № 24, 1991